# Udma (Kerala)
Udma es una ciudad censal situada en el distrito de Kasaragod en el estado de Kerala (India). Su población es de 8115 habitantes (2011). Se encuentra a 10 km de Kasaragod y a 57 km de Mangalore.

## Demografía
Según el censo de 2011 la población de Udma era de 8115 habitantes, de los cuales 3593 eran hombres y 4522 eran mujeres. Udma tiene una tasa media de alfabetización del 90,29%, inferior a la media estatal del 94%: la alfabetización masculina es del 94,85%, y la alfabetización femenina del 86,76%.